# Fabiana Sargentini
Fabiana Sargentini (Roma, 1969) è una regista italiana, specializzata in documentari indipendenti.

## Biografia
Figlia del gallerista e attore Fabio Sargentini e dell'artista Anna Paparatti, Fabiana Sargentini si laurea in Lettere indirizzo Storia e critica del cinema con una tesi sul regista Robert Altman e inizia la sua carriera lavorando come aiuto regista e assistente al cinema e nelle pubblicità. Tra il 1988 e il 1997 opera anche come curatrice nella galleria d'arte contemporanea del padre, L'Attico.
Negli anni 1990 gira diversi cortometraggi, tra i quali l'autobiografico Se perdo te, girato in Super 8 e col quale partecipa nel 1998 al Sacher Festival di Nanni Moretti. Nel 2003 gira il documentario Sono incinta, presentato in quell'anno al Torino Film Festival e vincitore nel 2004 del Bellaria Film Festival. Nello stesso anno gira per RaiSat il documentario biografico Tutto su mio padre Fabio Sargentini. Nel 2005 con Di madre in figlia vince nuovamente il Bellaria Film Festival e lo Sguardi Altrove Film Festival.
Nel 2011 inizia a girare il suo primo lungometraggio, Non lo so ancora, film drammatico non documentaristico scritto con Morando Morandini e Carlo Pizzati, presentato fuori concorso allo Sguardi Altrove Film Festival 2014.
Alla Festa del Cinema di Roma 2023 presenta il documentario La pitturessa, sulla vita della madre Anna Paparatti.

## Filmografia

### Lungometraggi
- Non lo so ancora (2014)
- La pitturessa (2023)

### Cortometraggi
- Se perdo te (1998)
- Sono incinta (2003)
- Tutto su mio padre Fabio Sargentini (film TV 2003)
- Di madre in figlia (2005)
- Ciro e Priscilla (2005)